# Billy i Bangkok
Billy i Bangkok er en dokumentarfilm fra 2000 instrueret af Peter Ringgaard efter eget manuskript.

## Handling
Billy er omkring 10 år. Sammen med sin onkel og fætter og elefanten Genie forsøger Billy at skaffe sig til dagen og vejen i Bangkoks kaotiske menneskemylder. Den lille trup køber billige grøntsager, som de sælger videre til turister og andre, der fascineres af det store, godmodige dyr og gerne vil fodre det. Men selvom elefanter er hellige dyr i det buddhistiske Thailand, er den lille gruppe bestemt ikke populær hos politiet i storbyen. De jages fra sted til sted, og Genie har det ikke godt i byens larm. Også Billy længes efter sin mor og livet i landsbyen...